# 韋斯尼亞內 (赫梅利尼茨基州)
49°57′55″N 26°35′55″E / 49.96528°N 26.59861°E
韋斯尼亞内（羅馬化：Vesniane）是烏克蘭的村落，位於該國西部赫梅利尼茨基州，由舍佩蒂夫卡區負責管轄，始建於1565年，面積0.09平方公里，2001年人口284，人口密度每平方公里3,053.8人。